# 山形県の大学一覧
| 総数     | 10校 |
| 国立     | 1校  |
| 公立     | 2校  |
| 公立短期 | 1校  |
| 私立     | 4校  |
| 私立短期 | 2校  |

山形県大学の一覧（やまがたけんのだいがくいちらん）は、山形県の大学の一覧。

## 国立大学
- 山形大学 (山形市、米沢市、鶴岡市)

## 公立大学
- 山形県立保健医療大学 (山形市)
- 山形県立米沢栄養大学 (米沢市)
- 山形県立米沢女子短期大学 (米沢市)
- 東北農林専門職大学（新庄市）

## 私立大学
- 慶應義塾大学先端生命科学研究所 (鶴岡市)
- 東北芸術工科大学 (山形市)
- 東北公益文科大学 (酒田市)
- 東北文教大学 (山形市)
- 東北文教大学短期大学部 (山形市)
- 羽陽学園短期大学 (天童市)
- 電動モビリティシステム専門職大学 (飯豊町)

## 廃止・統合された大学

### 国公立大学
- 山形大学工業短期大学部 - 1985年廃止。工学部Bコース（夜間主コース）を経て、現在はシステム創成工学科（フレックスコース）へ改組。
- 山形県立保健医療短期大学 - 2002年廃止。山形県立保健医療大学の設置により。

### 私立大学
- 酒田短期大学 - 2004年廃止。文部科学省から私立学校法違反による解散命令を受けての廃止。